# Macaretaera hesperis
Macaretaera hesperis là một loài bướm đêm trong họ Crambidae.